# Bodflotjärnen (Bodsjö socken, Jämtland)
Bodflotjärnen är en sjö i Bräcke kommun i Jämtland som ingår i Ljungans huvudavrinningsområde. Sjöns area är 0,028 kvadratkilometer och den är belägen 350 meter över havet.